# New Germany
New Germany – miasto w Stanach Zjednoczonych, w stanie Minnesota, w hrabstwie Carver.